# Alfredo de Sá Cardoso
Alfredo Ernesto de Sá Cardoso (Lisbona, 6 giugno 1864 – Lisbona, 24 aprile 1950) è stato un politico e militare portoghese, primo ministro del Portogallo dal 29 giugno 1919 al 15 gennaio 1920 e dal 15 al 21 gennaio 1920.

## Biografia
Dopo aver studiato al Colégio Militar ed alla Escola do Exército nel 1888 viene inviato a Luanda come comandante della fortezza di São Paulo.
Lasciata la carriera militare si dedica alla politica tra le file del partito repubblicano per poi fondare assieme ad Álvaro de Castro il partito ricostituente.
Membro della Massoneria a partire dal 1893, fu iniziato nella Loggia "Portugal" del Grande Oriente Lusitano col nome simbolico di Alaíde, raggiunse il 33º grado del Rito scozzese antico ed accettato e fu membro del suo Supremo Consiglio a partire dal 1934.
Nell'ottobre 1910 partecipa alla rivoluzione che depone la monarchia. Nel dicembre 1917 partecipa alla rivolta contro Sidónio Pais e per questo viene incarcerato.
Dopo aver servito brevemente come primo ministro, ricopre per pochi mesi la carica di Ministro degli Interni e degli Esteri nell'estate del 1919.
Nel 1926, a seguito della rivoluzione che portò alla creazione della Ditadura Nacional viene nuovamente arrestato e costretto a vivere a Capo Verde e poi nelle Azzorre.
Tornato in patria nel 1934 fonda l'Alleanza repubblicana.